# Гуго (герцог Эльзаса)
Гуго (фр. Hugo; ранее 855 — после 895) — герцог Эльзаса (867—885) из династии Каролингов.

## Биография
О Гуго Эльзасском сообщается в нескольких средневековых исторических источниках. В том числе, в хрониках Регино Прюмского и Саксонского анналиста.
Гуго был внебрачным сыном короля Лотарингии Лотаря II и его любовницы Вальдрады. Его единоутробными сёстрами были Гизела, Берта и Эрменгарда. Имя Гуго не было распространено среди Каролингов, но оно часто встречалось среди Этихонидов, родственников Вальдрады. На этом основании предполагается, что Лотарь II сначала не рассматривал Гуго как наследника престола. Однако после того как он начал бракоразводный процесс со своей супругой Теутбергой, правитель Лотарингии стал принимать меры для узаконивания своих отношений с Вальдрадой и их детьми (в том числе, и Гуго).
В декабре 861 года Гуго был признан законным наследником Лотаря II своим дядей Карлом Провансским, а также Людовиком II Немецким. Это произошло на встрече трёх королей в Ремирмонском аббатстве. В следующем году Лотарь II женился на Вальдраде, таким образом, официально оформив права Гуго на престолонаследие.
Однако уже в 863 году вопрос о разводе Лотария II и Теутберги вызвал сильную оппозицию королю Лотарингии среди франкского духовенства и других представителей династии Каролингов. Чтобы закрепить за Гуго его статус законного наследника престола, Лотарь II в 867 году возвёл его в герцогское достоинство, поручив управлять Эльзасом, где находились владения родственников его матери Вальдрады. Это произошло во время встречи Лотаря II с Людовиком II Немецким. При этом правитель Восточно-Франкского королевства обязался взять Гуго и его владения под свою опеку.
Когда двоюродный брат Гуго, король Западно-Франкского государства Людовик II Заика, умер в 879 году, герцог Эльзаса захватил лотарингские земли к западу от реки Рейн. В «Фульдских анналах» сообщается, что Гуго действовал «в Галлии как тиран». Вероятно, герцог Эльзаса отказался признать права сыновей умершего короля, Людовика III и Карломана II, на престол, подобно тому как это сделал правитель Прованса Бозон. Несмотря на значительное число своих сторонников в Лотарингии, Гуго не смог её удержать, так как на помощь Людовику III и Карломану пришёл король Людовик III Младший. В 880 году тот послал своих людей в поход на принадлежавший Гуго Верден, разбил войско его сторонников и разрушил городские укрепления. Тогда же был убит и один из главных сторонников Гуго, его шурин Тибо.
В 882 году после Пасхи, пришедшейся на 8 апреля, Людовик III Младший объявил о лишении Гуго власти над Эльзасом. Однако тот отказался подчиниться воле короля, снова восстал, и Людовику пришлось преследовать Гуго вплоть до Бургундии.
Выказанное во время этих событий намерение Гуго принять королевский титул не нашло поддержки даже среди его ближайшего окружения. Два приближённых Гуго, граф Орнуа Викберт и граф Шарпеня (современного Дьёлуара) Бернар, в 883 году подняли мятеж против герцога Эльзаса, но были убиты по приказу своего сеньора. Супругой одного из них была красавица Фридерада, на которой Гуго женился после казни её супруга. Известно, что первым мужем Фридерады был граф Эно Ангерран I. Однако о том, с кем она вступила во второй брак, идут дискуссии. По одним данным, вторым супругом Фридерады был граф Орнуа Викберт, сын Ламберта II Нантского. Об этом сообщается в хронике Саксонского анналиста. По некоторым данным, сыном Викберта и Фридерады был некий Викберт, упоминавшийся в 895 году. По другому мнению, Фридерада была женой графа Шарпеня Бернара, а Викберт был её опекуном. По третьему же мнению, Фридерада была супругой обоих этих персон: сначала Бернара, затем Викберта.
Также в 883 году сестра Гуго Гизела вышла замуж за скандинава Годфрида, правителя Фризии.
Вступив в 885 году в союз со своим зятем Готфридом, Гуго составил заговор, чтобы захватить королевство своего отца. Однако Карл III Толстый узнал об этом. Сначала по его приказу Генрихом был убит герцог Готфрид, а затем в Гондревиле схвачен и ослеплён Гуго. Лишённый всех владений, бывший герцог Эльзаса был сначала сослан в Санкт-Галленское аббатство, затем в Фульду, и, наконец, в Прюмский монастырь.
Последнее свидетельство о Гуго относится к 895 году. Предполагается, что так и оставшийся бездетным он умер вскоре после этой даты. Никаких свидетельств о дальнейшей судьбе Фридерады не сохранилось.